# Aeroportul Bitam
Aeroportul Bitam (IATA: BMM, ICAO: FOOB) este un aeroport din Provincia Woleu-Ntem, Gabon ce deservește zona Bitam. A fost numit după zona deservită.
Situat la o altitudine de 600 m, aeroportul dispune de o singură pistă.